# 刘绪贻
刘绪贻（1913年5月13日—2018年11月10日），湖北黄陂人，中国历史学家、社会学家，专攻美国史，是中国的美国史研究的主要奠基人之一。

## 生平
1913年5月13日，刘绪贻生于湖北省黄陂县。1936年，刘绪贻考入国立清华大学社会学系。其间，1937年下半年，刘绪贻曾暂借读于国立武汉大学外文系。1940年自西南联合大学毕业，1947年获得美国芝加哥大学硕士。归国后，在国立武汉大学任教。
1952年院系调整中，刘绪贻调出武汉大学。1964年，刘绪贻重返武汉大学，并组建了中国高校中最早两个美国史研究室之一武汉大学美国史研究室，此后一直在武汉大学任教。
11月10日上午10点50分，刘绪贻教授因脑血管疾病去世，享年105岁。